# Pagar (Ulu Talo)
Pagar is een bestuurslaag in het regentschap Seluma van de provincie Bengkulu, Indonesië. Pagar telt 680 inwoners (volkstelling 2010).